# Shlomo Tikotchinski

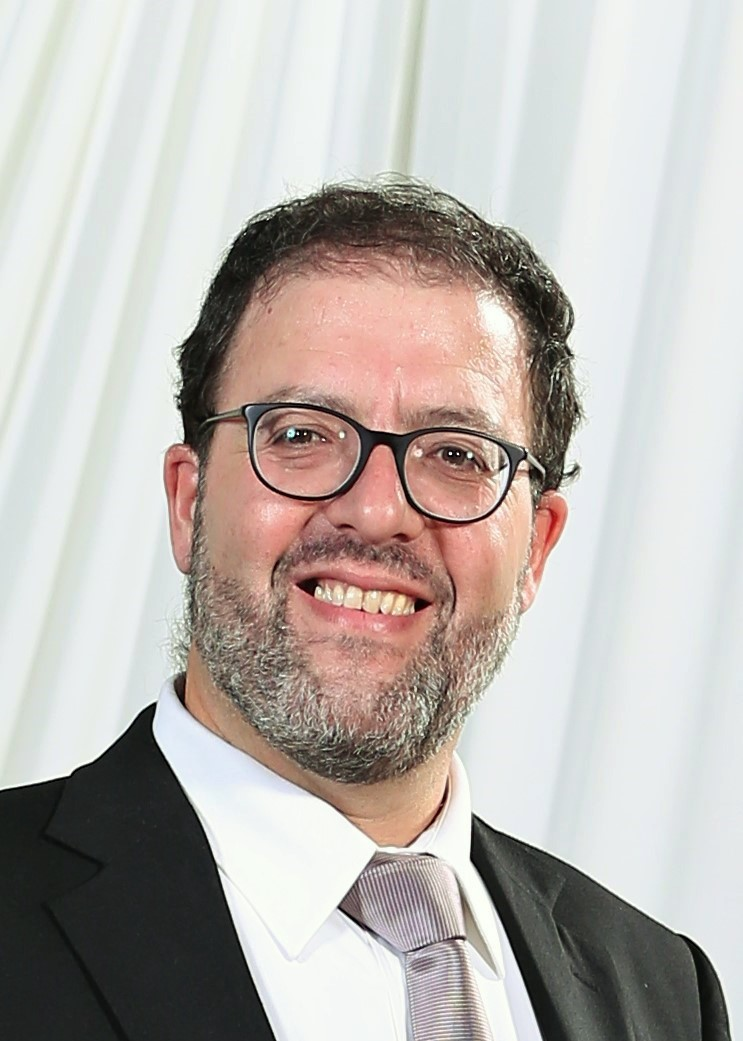
Rabbiner Shlomo Tikotchinski

Shlomo Tikotchinski (hebräisch שלמה טיקוצ'ינסקי; geb. 7. Mai 1966 in Israel) ist ein israelischer Rabbiner und Historiker. Sein Fachgebiet ist die Geschichte der Jeschiwa-Welt in Osteuropa sowie der ultraorthodoxen Gemeinschaft in Israel.

## Leben
Tikotchinski wurde als Nachfahre einer ursprünglich aus Litauen und Ungarn stammenden rabbinischen Familie geboren. Er studierte in Jeschiwot der litauischen ultraorthodoxen Strömung in Israel, hauptsächlich in der Ponevezh Yeshiva in Bnei Berak. Nach seiner Heirat lebte er in Yeruham, diente dort als Rabbiner einer Synagoge und betrieb seinen eigenen Kollel.
2001 schloss er seinen B.A. in jüdischer Geisteswelt und jüdischer Geschichte an der Hebräischen Universität Jerusalem ab, 2004 seinen M.A. Die von Emanuel Etkes betreute Arbeit befasste sich mit den methodischen und historischen Aspekten der Studienverfahren in litauischen Jeschiwot im 19. Jahrhundert. In seiner Arbeit untersuchte Tikotchinski die „Briskische Art“ des Lernens und ihre Aufnahme in die Jeschiwot. 2007 gewann das Werk den Dov Rappel Prize for Thought in Jewish Education.
Von 2005 bis 2007 war er Fellow am Mandel Scholion Research Center an der Hebräische Universität Jerusalem, wo er 2010 promovierte. Die ebenfalls von Etkes betreute Doktorarbeit befasst sich mit den Jeschiwot der litauischen Mussar-Bewegung und ihrem Transfer von Litauen nach Israel zu Beginn des 20. Jahrhunderts.
Seit den späten 1990er Jahren ist Tikotchinski in Lehr-, Forschungs- und akademischen Redaktionspositionen tätig und veröffentlichte Artikel in seinen Fachgebieten auf verschiedenen Plattformen. Er koordinierte und leitete Projekte am Van Leer Jerusalem Institute, die sich mit Fragen des Judentums, der Bildung und der jüdischen Geschichte befassten. Er betreute auch Gruppen in jüdischen Seminaren, darunter am Hartman Institute Jerusalem und am Beit Midrash Elul. Zudem betätigt er sich als akademischer Führer von Kulturerbe-Touren in Osteuropa und als Moderator an der Open University.
Von 2010 bis 2011 leitete er den Haredi Campus am Lander-Institut Jerusalem. Später interessierte er sich für orientalische Spiritualität und unternahm eine Reise nach Indien, die er in einem geistlichen Tagebuch unter dem Namen „Litauisch in Indien“ (Hebräisch) aufzeichnete.
Zwischen 2020 und 2022 teilte Tikotchinski seine Zeit zwischen Israel und Deutschland auf und war in Dresden und anderen Gemeinden als Lehrer und zweiter Rabbiner tätig. Seit August 2022 ist er (als Nachfolger des verstorbenen Tovia Ben-Chorin) Rabbiner der Jüdischen Gemeinde St. Gallen in der Schweiz. Er beschäftigt sich schwerpunktmäßig mit dem interreligiösen Austausch und veröffentlicht und hält weiterhin Vorträge auf verschiedenen Plattformen.

## Werke
Tikotchinski veröffentlichte mehrere Bücher auf Hebräisch:
- למדנות, מוסר ואליטיזם: ישיבת סלבודקה מליטא לארץ ישראל (Gelehrsamkeit, Moral und Elitismus: Jeschiwa Slawodka von Litauen bis Eretz Israel), Zalman Shazar Center, 2016.
- ליטאי בהודו (Litauisch in Indien), 2012.
- זה זה זה (Das ist das) 2019, Lieder